# Francia Séguy
Pour les articles homonymes, voir Séguy.
Francia Séguy est une actrice française, née le 8 novembre 1914 à Paris 10e et morte le 23 octobre 2013 à Cricquebœuf (Calvados).

## Biographie

### Carrière
Elle n'a joué que dans peu de films. Décédée avant d'avoir 100 ans, elle est enterrée au cimetière de Trouville-sur-Mer.

### Vie privée
Francia Séguy est la mère du réalisateur Jean-Pierre Desagnat et, par ce dernier, la belle-mère de la monteuse Janette Kronegger et la grand-mère paternelle d'Olivier, François et Vincent Desagnat.

## Filmographie partielle
- 1937 : Sœurs d'armes de Léon Poirier
- 1997:  Dobermann de Jan Kounen
- 2001 : Tanguy d'Étienne Chatiliez
- 2001 : Mademoiselle de Philippe Lioret
- 2002 : Filles perdues, cheveux gras de Claude Duty
- 2002 : Monique : toujours contente de Valérie Guignabodet
- 2004 : L'Équipier de Philippe Lioret
- 2005 : L'Ex-femme de ma vie de Josiane Balasko
- 2006 : Je vais bien, ne t'en fais pas de Philippe Lioret